# Daihatsu Copen
Daihatsu Copen - компактний автомобіль в кузові кабріолет, що випускається японською компанією Daihatsu з червня 2002 року для внутрішнього ринку. В основі конструкції двомісного кабріолета з жорстким доладним верхом лежить платформа хетчбека Daihatsu Mira, однак, завдяки зміненим характеристикам підвіски ця модель стала привабливішою для молоді.

## Перше покоління

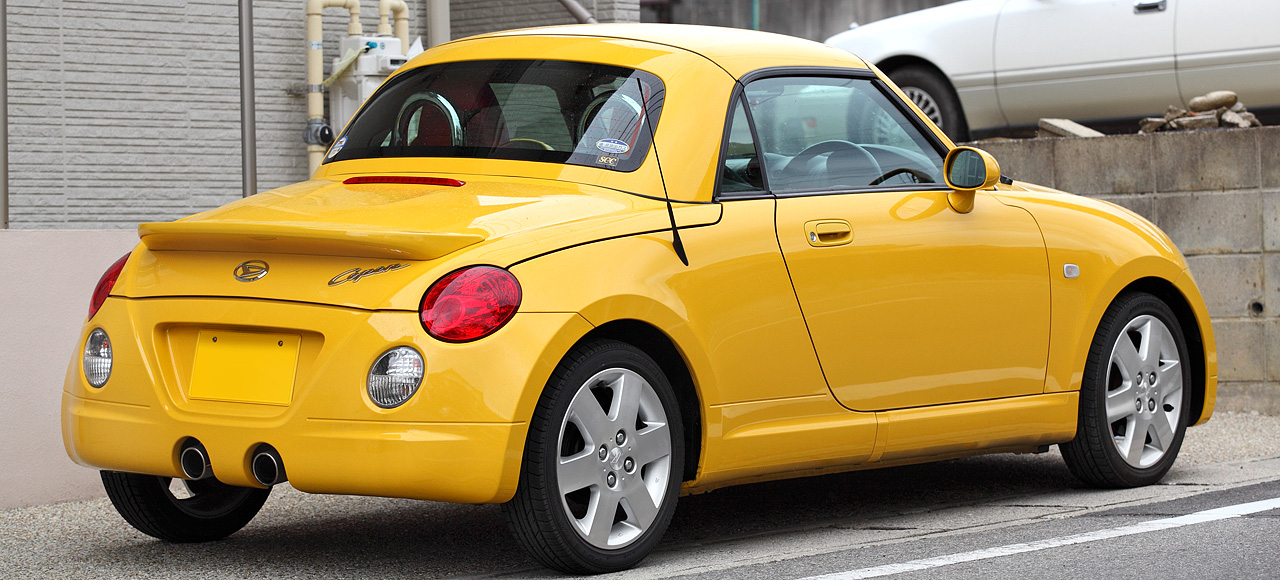
Daihatsu Copen (2002—2010)

Двигун Daihatsu Copen - рядний 4-циліндровий 16-клапанний агрегат об'ємом 659 см3, оснащений турбонаддувом, за рахунок чого максимальна потужність досягає 64 к.с. Привід може бути тільки переднім, доступні дві коробки передач - 5-ступінчаста МКПП і 4-ступінчаста АКПП з можливістю ручного вибору передач. Copen вважається одним з найдинамічніших автомобілів в своєму класі. Жорсткий складаний верх опускається або піднімається за допомогою електроприводів приблизно за 20 секунд. Якщо дах Daihatsu Copen піднятий, об'єм багажника досягає 210 л, коли елементи верху розміщені позаду двомісного салону - всього 14 л. Інший важливий недолік компактного купе-кабріолета - дорожній просвіт величиною в 105 мм. Додамо, що Daihatsu пропонує заміну складного даху на знімну як опцію.

### Рестайлінг 2011 модельного року
На початку серпня 2010 року компанія Daihatsu оголосила про рестайлінг моделі Copen і припинення продажів автомобіля на європейському ринку. Таким чином, автомобіль став відноситися до категорії машин виключно для внутрішнього японського ринку і позбувся версії з лівобічним розташуванням керма. Технічна частина Daihatsu Copen 2011 залишилася без змін, зовні машина отримала новий передній бампер і ґрати радіатора, оновилася панель приладів. Оголошено, що в Японії автомобіль буде доступний тільки в двох (раніше - в чотирьох) комплектаціях: в базову версію включили всі опції двох скасованих модифікацій, максимально оснащену машину залишили без змін. У списку додаткового устаткування значаться кілька варіантів рульових коліс від MOMO і спортивні крісла Recaro. 

## Друге покоління

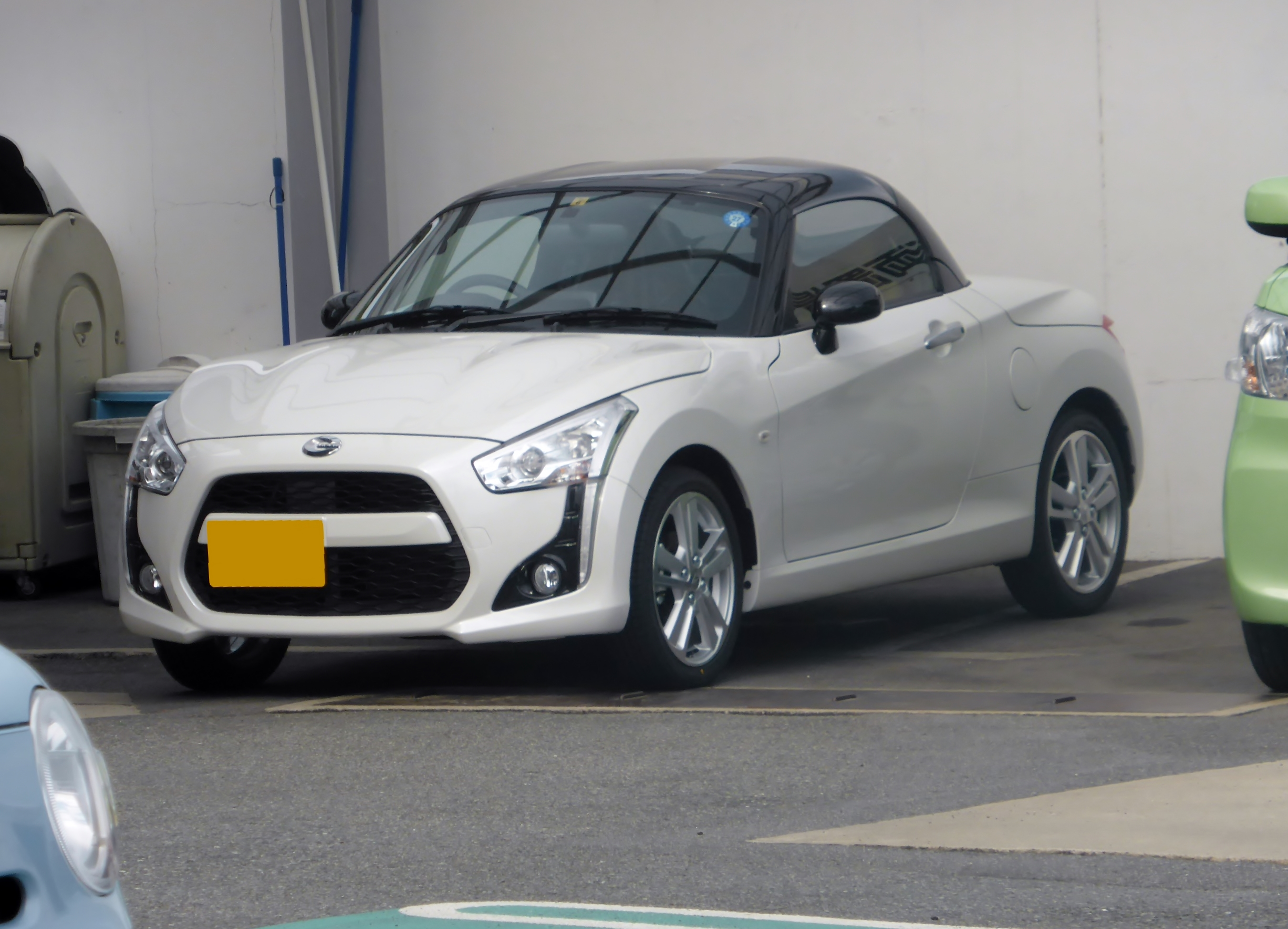
Daihatsu Copen 2 (з 2014)

В 2014 році почалося виробництво Daihatsu Copen другого покоління.